# Epirrhoe timozzaria
Epirrhoe timozzaria är en fjärilsart som beskrevs av Alexandre Constant 1893. Epirrhoe timozzaria ingår i släktet Epirrhoe och familjen mätare. Inga underarter finns listade i Catalogue of Life.